# Cepphis lilacina
Cepphis lilacina är en fjärilsart som beskrevs av Barend J. Lempke 1951. Cepphis lilacina ingår i släktet Cepphis och familjen mätare. Inga underarter finns listade i Catalogue of Life.